# Liste der Nummer-eins-Country-Hits in den USA (1946)
Dies ist eine Liste der Nummer-eins-Hits in den von Billboard ermittelten Most Played Juke Box Folk Records (Hillbillies, Spirituals, Cowboy Songs, Etc.) in den USA im Jahr 1946. Diese Charts gelten als Vorgänger der 1958 eingeführten Hot Country Songs. In diesem Jahr gab es neun Nummer-eins-Songs.

| ← 1945 ← | Liste der Nummer-eins-Country-Hits in den USA | Liste der Nummer-eins-Country-Hits in den USA                                                                          | Liste der Nummer-eins-Country-Hits in den USA | 1947 →                    |
| \| Zeitraum \| Wo. ges. \| Interpret \| Titel Autor(en) \| Zusätzliche Informationen \| \| (Zeitraum, Wochen auf Platz eins, Interpret, Titel, Autor[en], zusätzliche Informationen) \| \| \| \| \| \| ----------------------------------------------------------------------------------------- \| -------- \| ---------------------------------------------------------------------------------------------------------------------- \| ----------------------------------------------------------------------------------------------------------------------------------------------------------------------------------- \| ------------------------- \| \| 29. Dezember 1945 – 4. Januar 1946 1 Woche (insgesamt 3) \| 3 \| Ernest Tubb \| It's Been So Long Darling[1] Ernest Tubb \| - \| \| 5. Januar 1946 – 11. Januar 1946 1 Woche (insgesamt 2/1/1) \| 2/1/1 \| Bob Wills & His Texas Playboys, Vocal by Tommy Duncan Bob Wills & His Texas Playboys, Vocal by Tommy Duncan Tex Ritter \| Silver Dew on the Blue Grass Tonight[2] White Cross on Okinawa[3] You Will Have to Pay[4] Ed Burt Bob Wills, Cliff Johnson, Cliff Sundin Sarah Jane Cooper, Bonnie Dodd, Tex Ritter \| - \| \| 12. Januar 1946 – 18. Januar 1946 1 Woche (insgesamt 4) \| 4 \| Ernest Tubb \| It's Been So Long Darling Ernest Tubb \| - \| \| 19. Januar 1946 – 25. Januar 1946 1 Woche (insgesamt 2) \| 2 \| Tex Ritter \| You Will Have to Pay Sarah Jane Cooper, Bonnie Dodd, Tex Ritter \| - \| \| 26. Januar 1946 – 1. Februar 1946 1 Woche (insgesamt 2) \| 2 \| Dick Thomas \| Sioux City Sue[5] Ray Freedman, Dick Thomas \| - \| \| 2. Februar 1946 – 8. Februar 1946 1 Woche (insgesamt 3/3/3/2) \| 3/3/3/2 \| Dick Thomas Bob Wills & His Texas Playboys, Vocal by Tommy Duncan Tex Ritter Al Dexter & His Troopers \| Sioux City Sue Silver Dew on the Blue Grass Tonight You Will Have to Pay Guitar Polka[6] Ray Freedman, Dick Thomas Ed Burt Sarah Jane Cooper, Bonnie Dodd, Tex Ritter Al Dexter \| - \| \| 9. Februar 1946 – 15. Februar 1946 1 Woche (insgesamt 4) \| 4 \| Dick Thomas \| Sioux City Sue Ray Freedman, Dick Thomas \| - \| \| 16. Februar 1946 – 17. Mai 1946 13 Wochen (insgesamt 14) \| 14 \| Al Dexter & His Troopers \| Guitar Polka Al Dexter \| - \| \| 18. Mai 1946 – 24. Mai 1946 1 Woche (insgesamt 15/1) \| 15/1 \| Al Dexter & His Troopers Bob Wills & His Texas Playboys, Vocal by Tommy Duncan \| Guitar Polka New Spanish Two Step[7] Al Dexter Bob Wills, Tommy Duncan \| - \| \| 25. Mai 1946 – 31. Mai 1946 1 Woche (insgesamt 16) \| 16 \| Al Dexter & His Troopers \| Guitar Polka Al Dexter \| - \| \| 1. Juni 1946 – 13. September 1946 15 Wochen (insgesamt 16) \| 16 \| Bob Wills & His Texas Playboys, Vocal by Tommy Duncan \| New Spanish Two Step Bob Wills, Tommy Duncan \| - \| \| 14. September 1946 – 11. Oktober 1946 4 Wochen (insgesamt 4) \| 4 \| Al Dexter & His Troopers \| Wine Women and Song[8] Al Dexter, Aubrey Gass \| - \| \| 12. Oktober 1946 – 18. Oktober 1946 1 Woche (insgesamt 1) \| 1 \| Merle Travis \| Divorce Me C.O.D.[9] Cliffie Stone, Merle Travis \| - \| \| 19. Oktober 1946 – 25. Oktober 1946 1 Woche (insgesamt 2) \| 2 \| Al Dexter & His Troopers \| Wine Women and Song Al Dexter, Aubrey Gass \| - \| \| 26. Oktober 1946 – 27. Dezember 1946 9 Wochen (insgesamt 10) \| 10 \| Merle Travis \| Divorce Me C.O.D. Cliffie Stone, Merle Travis \| - \| |                                               | | |                           |
| ← 1945 |                                               | | | → 1947 →                  |
| Zeitraum | Wo. ges.                                      | Interpret | Titel Autor(en) | Zusätzliche Informationen |
| (Zeitraum, Wochen auf Platz eins, Interpret, Titel, Autor[en], zusätzliche Informationen) |                                               | | |                           |
| 29. Dezember 1945 – 4. Januar 1946 1 Woche (insgesamt 3) | 3                                             | Ernest Tubb | It's Been So Long Darling Ernest Tubb | -                         |
| 5. Januar 1946 – 11. Januar 1946 1 Woche (insgesamt 2/1/1) | 2/1/1                                         | Bob Wills & His Texas Playboys, Vocal by Tommy Duncan Bob Wills & His Texas Playboys, Vocal by Tommy Duncan Tex Ritter | Silver Dew on the Blue Grass Tonight White Cross on Okinawa You Will Have to Pay Ed Burt Bob Wills, Cliff Johnson, Cliff Sundin Sarah Jane Cooper, Bonnie Dodd, Tex Ritter   | -                         |
| 12. Januar 1946 – 18. Januar 1946 1 Woche (insgesamt 4) | 4                                             | Ernest Tubb | It's Been So Long Darling Ernest Tubb | -                         |
| 19. Januar 1946 – 25. Januar 1946 1 Woche (insgesamt 2) | 2                                             | Tex Ritter | You Will Have to Pay Sarah Jane Cooper, Bonnie Dodd, Tex Ritter | -                         |
| 26. Januar 1946 – 1. Februar 1946 1 Woche (insgesamt 2) | 2                                             | Dick Thomas | Sioux City Sue Ray Freedman, Dick Thomas | -                         |
| 2. Februar 1946 – 8. Februar 1946 1 Woche (insgesamt 3/3/3/2) | 3/3/3/2                                       | Dick Thomas Bob Wills & His Texas Playboys, Vocal by Tommy Duncan Tex Ritter Al Dexter & His Troopers                  | Sioux City Sue Silver Dew on the Blue Grass Tonight You Will Have to Pay Guitar Polka Ray Freedman, Dick Thomas Ed Burt Sarah Jane Cooper, Bonnie Dodd, Tex Ritter Al Dexter | -                         |
| 9. Februar 1946 – 15. Februar 1946 1 Woche (insgesamt 4) | 4                                             | Dick Thomas | Sioux City Sue Ray Freedman, Dick Thomas | -                         |
| 16. Februar 1946 – 17. Mai 1946 13 Wochen (insgesamt 14) | 14                                            | Al Dexter & His Troopers                                                                                               | Guitar Polka Al Dexter | -                         |
| 18. Mai 1946 – 24. Mai 1946 1 Woche (insgesamt 15/1) | 15/1                                          | Al Dexter & His Troopers Bob Wills & His Texas Playboys, Vocal by Tommy Duncan                                         | Guitar Polka New Spanish Two Step Al Dexter Bob Wills, Tommy Duncan | -                         |
| 25. Mai 1946 – 31. Mai 1946 1 Woche (insgesamt 16) | 16                                            | Al Dexter & His Troopers                                                                                               | Guitar Polka Al Dexter | -                         |
| 1. Juni 1946 – 13. September 1946 15 Wochen (insgesamt 16) | 16                                            | Bob Wills & His Texas Playboys, Vocal by Tommy Duncan                                                                  | New Spanish Two Step Bob Wills, Tommy Duncan | -                         |
| 14. September 1946 – 11. Oktober 1946 4 Wochen (insgesamt 4) | 4                                             | Al Dexter & His Troopers                                                                                               | Wine Women and Song Al Dexter, Aubrey Gass | -                         |
| 12. Oktober 1946 – 18. Oktober 1946 1 Woche (insgesamt 1) | 1                                             | Merle Travis | Divorce Me C.O.D. Cliffie Stone, Merle Travis | -                         |
| 19. Oktober 1946 – 25. Oktober 1946 1 Woche (insgesamt 2) | 2                                             | Al Dexter & His Troopers                                                                                               | Wine Women and Song Al Dexter, Aubrey Gass | -                         |
| 26. Oktober 1946 – 27. Dezember 1946 9 Wochen (insgesamt 10) | 10                                            | Merle Travis | Divorce Me C.O.D. Cliffie Stone, Merle Travis | -                         |